# Mistrzostwa Ameryki Środkowej i Karaibów Juniorów w Lekkoatletyce 2010
18. Mistrzostwa Ameryki Środkowej i Karaibów Juniorów w Lekkoatletyce – międzynarodowe zawody lekkoatletyczne dla sportowców do lat 19, które odbyły się na Estadio Olímpico Félix Sánchez w Santo Domingo na Dominikanie od 2 do 4 lipca 2010.

## Rezultaty

### Mężczyźni
| Konkurencja:               | 1. miejsce                                                                             | Rezultat  | 2. miejsce                                                                    | Rezultat  | 3. miejsce                                                                     | Rezultat  |
| Bieg na 100 m              | Bernardo Breads                                                                        | 10,64     | Jason Rogers                                                                  | 10,66     | Sabian Cox                                                                     | 10,68     |
| Bieg na 200 m              | Moriba Morain                                                                          | 21.26     | Brandon Tomlinson                                                             | 21.58     | Arturo Ramírez                                                                 | 21.71     |
| Bieg na 400 m              | Omar Longart                                                                           | 46.75     | Luguelín Santos                                                               | 46.94     | Deon Lendore                                                                   | 47.16     |
| Bieg na 800 m              | Shaquille Dill                                                                         | 1:52.92   | Henry Stevens-Carty                                                           | 1:53.74   | Christopher Sandoval                                                           | 1:54.23   |
| Bieg na 1500 m             | Kemoy Campbell                                                                         | 3:52.13   | Erick Estrada                                                                 | 3:52.92   | Christopher Sandoval                                                           | 3:53.30   |
| Bieg na 5000 m             | Fernando Román                                                                         | 15:35.68  | Diego Bautista                                                                | 15:43.20  | Delohnni Nicol-Samuel                                                          | 16:05.68  |
| Bieg na 110 m przez płotki | Greggmar Swift                                                                         | 13.90     | Stefan Fennell                                                                | 14.07     | Raymundo Domínguez                                                             | 14.34     |
| Bieg na 400 m przez płotki | Jehue Gordon                                                                           | 50.26     | Leslie Murray                                                                 | 51.45     | Juan Pablo Martínez                                                            | 52.01     |
| Sztafeta 4 x 100 m         | Trynidad i Tobago · Jamol James · Sabian Cox · Moriba Morain · Shermund Allsop         | 39.77     | Jamajka · Bernado Breads · Julian Forte · Jeffrey Josephs · Brandon Tomlinson | 40.07     | Dominikana · Enamnuel Brioso · Lewis Gonnel · Jorge Ortíz · Andimin Santana    | 40.36     |
| Sztafeta 4 x 400 m         | Trynidad i Tobago · Kishon Dempster · Deon Lendore · Osei Alleyne-Forte · Jehue Gordon | 3:08.19   | Jamajka · Jermaine Gayle · Dwayne Extol · Naseive Denton · Demar Murray       | 3:09.18   | Dominikana · Luguelín Santos · Josue Beltre · Juan Pablo Martínez · Joel Mejía | 3:10.55   |
| Chód na 10 000 m           | Cristian Gómez                                                                         | 45:45.36  | Luis López                                                                    | 47:09.40  | Gabriel Calvo                                                                  | 49:33.38  |
| Skok wzwyż                 | Jeffrey Burgos                                                                         | 2.14      | Raymond Higgs                                                                 | 2.11      | Troy Bullard                                                                   | 2.08      |
| Skok o tyczce              | Roberto Patiño                                                                         | 4.50      | Emmanuel Rivera                                                               | 4.35      | Devon Dobson                                                                   | 4.00      |
| Skok w dal                 | Kamal Fuller                                                                           | 7.56      | Jeffrey Burgos                                                                | 7.40      | Raymond Higgs                                                                  | 7.35      |
| Trójskok                   | Elton Walcott                                                                          | 15.42     | Alberto Álvarez                                                               | 15.21     | Jason Castro                                                                   | 14.87     |
| Pchnięcie kulą             | Chad Wright                                                                            | 18.32     | Robert Collingwood                                                            | 17.75     | Quincy Wilson                                                                  | 17.43     |
| Rzut dyskiem               | Quincy Wilson                                                                          | 62.93     | Chad Wright                                                                   | 60.52     | Travis Smikle                                                                  | 57.20     |
| Rzut młotem                | Enrique Gaitán                                                                         | 56.47     | Alexis Figueroa                                                               | 56.15     | José Gaticia                                                                   | 53.97     |
| Rzut oszczepem             | Keshorn Walcott                                                                        | 67.01     | David Ocampo                                                                  | 63.44     | Kenny Méndez                                                                   | 62.40     |
| Dziesięciobój              | Gustavo Morua                                                                          | 6861 pkt. | Ricardo Herrada                                                               | 6158 pkt. | Tre Adderley                                                                   | 5373 pkt. |

### Kobiety
| Konkurencja:               | 1. miejsce                                                                          | Rezultat  | 2. miejsce                                                                               | Rezultat  | 3. miejsce                                                                            | Rezultat  |
| Bieg na 100 m              | Seidatha Palmer                                                                     | 11.88     | Fany Chalas                                                                              | 11.97     | Diandra Gilbert                                                                       | 12.01     |
| Bieg na 200 m              | Allison Peter                                                                       | 23.32     | Kai Selvon                                                                               | 23.42     | Fany Chalas                                                                           | 23.94     |
| Bieg na 400 m              | Chantel Malone                                                                      | 53.10     | Janieve Russell                                                                          | 53.68     | Rashan Brown                                                                          | 53.76     |
| Bieg na 800 m              | Natoya Goule                                                                        | 2:07.20   | Alena Brooks                                                                             | 2:09.29   | Jessica James                                                                         | 2:09.80   |
| Bieg na 1500 m             | Sharlene Nickle                                                                     | 4:44.39   | Maria Mencebo                                                                            | 4:44.40   | Mackola Joseph                                                                        | 4:45.80   |
| Bieg na 3000 m             | Vianney Villanueva                                                                  | 10:24.38  | Azucena Rodríguez                                                                        | 10:28.89  | Yordania Díaz                                                                         | 10:55.10  |
| Bieg na 100 m przez płotki | Danielle Williams                                                                   | 14.11     | Ivanique Kemp                                                                            | 14.35     | Natshalie Isaac                                                                       | 14.60     |
| Bieg na 400 m przez płotki | Ristananna Tracey                                                                   | 58.59     | Danielle Dowie                                                                           | 58.94     | Gabriela Cumberbatch                                                                  | 59.44     |
| Sztafeta 4 x 100 m         | Jamajka · Seidatha Palmer · Danielle Williams · Yanique Ellington · Diandra Gilbert | 45.03     | Bahamy · V'Alonee Robinson · Ivanique Kemp · Rashan Brown · Katrina Seymour              | 45.54     | Trynidad i Tobago · Breanna Gomes · Kai Selvon · T'Keyah Dumoy · Gabriela Cumberbatch | 45.55     |
| Sztafeta 4 x 400 m         | Jamajka · Jodi-Ann Muir · Janieve Russell · Danielle Dowie · Ristananna Tracey      | 3:34.41   | Trynidad i Tobago · Sparkle Mc Knight · Gabriela Cumberbatch · Kai Selvon · Alena Brooks | 3:38.49   | Bahamy · Katrina Seymour · Devinn Cartwright · Anthonique Strachan · Rashan Brown     | 3:38.81   |
| Skok wzwyż                 | Massiel Jiménez                                                                     | 1.79      | Alysbeth Félix                                                                           | 1.73      | Peta-Gaye Reid                                                                        | 1.73      |
| Skok w dal                 | Meruska Eduarda                                                                     | 6.13      | Chantel Malone                                                                           | 6.10      | Rochelle Farquharson                                                                  | 5.86      |
| Trójskok                   | Yudelsy González                                                                    | 12.52     | Janelle McCleod                                                                          | 12.44     | Rochelle Farquharson                                                                  | 12.03     |
| Pchnięcie kulą             | Cecilia Dzul                                                                        | 14.84     | Candicea Bernard                                                                         | 12.73     | Racquel Williams                                                                      | 12.60     |
| Rzut dyskiem               | Ashlee Smith                                                                        | 47.32     | Candicea Bernard                                                                         | 46.93     | Ana González                                                                          | 45.58     |
| Rzut młotem                | Ana Sánchez                                                                         | 51.90     | Karla Cartagena                                                                          | 44.74     | Keyshla Luna                                                                          | 43.79     |
| Rzut oszczepem             | Betzabet Menéndez                                                                   | 48.35     | Milagros Montes                                                                          | 42.43     | Génova Arias                                                                          | 41.19     |
| Siedmiobój                 | Ana Maria Porras                                                                    | 4534 pkt. | Milagros Montes                                                                          | 4302 pkt. | Kanishque Todman                                                                      | 3548 pkt. |